# Takashi Katada
Takashi Katada, né le 25 juillet 1981, est un karatéka japonais surtout connu pour avoir remporté le titre de champion du monde en kata individuel masculin aux championnats du monde de karaté 2002 puis celui de vice-champion du monde derrière l'Italien Luca Valdesi quatre ans plus tard aux championnats du monde de karaté 2006.

## Résultats
| Résultat          | Date             | Épreuve         | Catégorie | Compétition                                  | Ville hôte                              |
| ----------------- | ---------------- | --------------- | --------- | -------------------------------------------- | --------------------------------------- |
| Médaille d'or     | 29 octobre 1999  | Kata individuel | Juniors   | Championnats du monde juniors et cadets 1999 | Sofia, en Bulgarie                      |
| Médaille d'or     | 21 novembre 2002 | Kata individuel | Seniors   | Championnats du monde 2002                   | Madrid, en Espagne                      |
| Médaille d'or     | 2005             | Kata individuel | Seniors   | Championnats d'Asie 2005                     | Macao, en République populaire de Chine |
| Médaille d'argent | 15 octobre 2006  | Kata individuel | Seniors   | Championnats du monde 2006                   | Tampere, en Finlande                    |
| Médaille d'or     | 24 août 2007     | Kata individuel | Seniors   | Championnats d'Asie 2007                     | Nilai, en Malaisie                      |